# Drosophila nigella
Drosophila nigella är en tvåvingeart som beskrevs av Elmo Hardy 1965. Drosophila nigella ingår i släktet Drosophila och familjen daggflugor.
Artens utbredningsområde är Hawaii.